# Resolutie 1453 Veiligheidsraad Verenigde Naties
Resolutie 1453 van de Veiligheidsraad van de Verenigde Naties werd op 24 december 2002 unaniem aangenomen door de VN-Veiligheidsraad. De resolutie verwelkomde een verklaring over goed nabuurschap dat Afghanistan had gesloten met zijn buurlanden.

## Achtergrond
In 1979 werd Afghanistan bezet door de Sovjet-Unie, die vervolgens werd bestreden door Afghaanse krijgsheren. Toen de Sovjets zich in 1988 terugtrokken raakten ze echter slaags met elkaar. In het begin van de jaren 1990 kwamen ook de Taliban op. In september 1996 namen die de hoofdstad Kabul in. Tegen het einde van het decennium hadden ze het grootste deel van het land onder controle en riepen ze een streng islamitische staat uit.
In 2001 verklaarden de Verenigde Staten met bondgenoten hun de oorlog en moesten ze zich terugtrekken, waarna een interim-regering werd opgericht.

## Inhoud
De Veiligheidsraad:
- Bevestigt zijn vorige resoluties over Afghanistan.
- Bevestigt ook zijn inzet voor de soevereiniteit, onafhankelijkheid, territoriale integriteit en nationale eenheid van Afghanistan en vrede en stabiliteit in de hele regio.
- Erkent tot aan de democratische verkiezingen in 2004 het overgangsbestuur als de enige legitieme Afghaanse regering.
- Bevestigt dat overgangsbestuur te zullen bijstaan in diens streven om respect voor de mensenrechten te verzekeren en terrorisme en drugshandel te bestrijden.

1. Verwelkomt en steunt de Kabul-Verklaring over Goed Nabuurschap, die werd getekend met de buurlanden China, Iran, Pakistan, Tadzjikistan, Turkmenistan en Oezbekistan.
2. Roept alle landen op om die verklaring te respecteren en steunen.
3. Vraagt de secretaris-generaal Kofi Annan om wanneer gepast te rapporteren over de uitvoering van de verklaring.
4. Besluit om op de hoogte te blijven.

## Verwante resoluties
- Resolutie 1419 Veiligheidsraad Verenigde Naties
- Resolutie 1444 Veiligheidsraad Verenigde Naties
- Resolutie 1471 Veiligheidsraad Verenigde Naties (2003)
- Resolutie 1510 Veiligheidsraad Verenigde Naties (2003)

Lijst ·  1387 ·  1388 ·  1389 ·  1390 ·  1391 ·  1392 ·  1393 ·  1394 ·  1395 ·  1396 ·  1397 ·  1398 ·  1399 ·  1400 ·  1401 ·  1402 ·  1403 ·  1404 ·  1405 ·  1406 ·  1407 ·  1408 ·  1409 ·  1410 ·  1411 ·  1412 ·  1413 ·  1414 ·  1415 ·  1416 ·  1417 ·  1418 ·  1419 ·  1420 ·  1421 ·  1422 ·  1423 ·  1424 ·  1425 ·  1426 ·  1427 ·  1428 ·  1429 ·  1430 ·  1431 ·  1432 ·  1433 ·  1434 ·  1435 ·  1436 ·  1437 ·  1438 ·  1439 ·  1440 ·  1441 ·  1442 ·  1443 ·  1444 ·  1445 ·  1446 ·  1447 ·  1448 ·  1449 ·  1450 ·  1451 ·  1452 ·  1453 ·  1454